# Responsible Child
Responsible Child é um telefilme britânico de 2019, dirigido por Nick Holt e escrito por Sean Buckley. O filme é baseado em fatos reais e é estrelado por Billy Barratt no papel de Ray, um menino de 10 anos que vai a julgamento acusado de matar o namorado de sua mãe.

## Enredo
Ray (Billy Barratt) e seu irmão Nathan de 23 anos (James Tarpey) são presos após esfaquear o namorado de sua mãe. Quaisquer que sejam as circunstâncias que levaram uma criança a matar, a lei é clara: a responsabilidade criminal na Inglaterra e no País de Gales é 10 anos, e aos 12 anos, Ray deve ser julgado em um tribunal de adultos.

## Elenco
- Billy Barratt	...	Ray
- James Tarpey	...	Nathan
- Tom Burke	...	William Ramsden
- Neal Barry	...	Kevin
- Tina Harris	...	Sargento Lucas
- Owen McDonnell	...	Pete
- Michelle Fairley	...	Kerry
- Debbie Honeywood	...	Veronica
- Shaun Dingwall	...	Scott
- Kirsten Wright	...	Serena
- Zachary Barnfield	...	Christie
- Angela Wynter	...	Grace
- Matthew Aubrey	...	Gary
- Zita Sattar ...	Sam Delaney
- Stephen Boxer	...	Juiz Walden

## Prêmios e indicações
| Lista de prêmios e indicações | Lista de prêmios e indicações | Lista de prêmios e indicações  | Lista de prêmios e indicações | Lista de prêmios e indicações | Lista de prêmios e indicações | Lista de prêmios e indicações |
| Ano                           | Prêmio                        | Categoria                      | Indicado/a (s)                | Resultado                     | Ref(s)                        |                               |
| ----------------------------- | ----------------------------- | ------------------------------ | ----------------------------- | ----------------------------- | ----------------------------- | ----------------------------- |
| 2020                          | Prêmios Emmy Internacional    | Melhor Ator                    | Billy Barratt                 | Venceu                        | [ 4 ]                         |                               |
| 2020                          | Prêmios Emmy Internacional    | Melhor Telefilme ou Minissérie | Responsible Child             | Venceu                        |                               |                               |
| 2020                          | BAFTA Awards                  | Melhor Drama Único             | Responsible Child             | Indicado                      |                               |                               |